# 中国焦作国际太极拳交流大赛
中国焦作国际太极拳交流大赛是由中国国家体育总局和河南省人民政府每隔4年在河南省焦作市主办的以太极拳交流学习为宗旨的国际性赛事，承办单位是国家体育总局武术运动管理中心、中国武术协会、河南省体育局和焦作市人民政府。

## 历史
其前身是1992年始创于焦作温县的国际太极拳年会，自2000年起年会移师焦作市区，2005年改名为“中国焦作国际太极拳交流大赛”。从历届参赛情况来看，2005年第五届大赛有四十个国家的及港澳台三个地区的236支代表队参加，2013年第七届大赛，中国境内有3273人报名，中国境外则有624人。

## 参看
- 陈氏太极拳